# ناتالي غراندين
ناتالي غراندين (بالإنجليزية: Natalie Grandin)‏ مواليد 27 فبراير 1981 في كيب الشرقية، جنوب أفريقيا، هي لاعبة كرة مضرب جنوب أفريقية سابقة بدأت مسيرتها كمحترفة سنة 1999 وكانت تلعب باليد اليسرى، اعتزلت اللعب في 2015. أعلى تصنيف لها في الفردي كان المركز الـ 144 في سنة 2005. أعلى تصنيف لها في الزوجي كان المركز الـ 22 في سنة 2012.

## النهائيات

### البطولات الممتازة

#### الزوجي: 1 (الوصافة 1)
| الحصيلة | السنة | البطولة           | الأرضية | الشريك              | المنافس                      | النتيجة          |
| ------- | ----- | ----------------- | ------- | ------------------- | ---------------------------- | ---------------- |
| الوصافة | 2011  | سنسيناتي للماسترز | صلبة    | فلاديميرا أوهليروفا | فانيا كينغ ياروسلافا شفيدوفا | 4–6, 6–3, [9–11] |

## الخط الزمني للزوجي
مفتاح
| ف | ن | ن.ن | ر.ن | د# | د.م | ل | أ.أ | ت | غ | ب | ف | ذ | م.خ | ل.ت |

(ف) فاز بالبطولة (ن) وصل النهائي (ن.ن) نصف النهائي (ر.ن) ربع النهائي (د#) الأدوار الأربعة الأولى (د.م) دور المجموعات (ل) شارك في كأس ديفيز (أ.أ) خرج من الأدوار الاولى (ت) خسر التصفيات التأهيلية (غ) غاب عن الحدث أو البطولة (ب) حصل على ميدالية برونزية (ف) حصل على ميدالية فضية (ذ) حصل على ميدالية ذهبية (م.خ) بطولة الماسترز خُفضت إلى مرتبة أقل (ل.ت) البطولة لم تعقد في السنة المعينة.
لتجنب الارتباك وازدواجية الحساب، يتم تحديث هذه المعلومات إما في نهاية البطولة، أو عندما تكون مشاركة اللاعب في البطولة قد انتهت.
| الدورة            | 2001  | 2002  | 2003  | 2004  | 2005  | 2006  | 2007  | 2008  | 2009  | 2010  | 2011  | 2012  | 2013  | إجمالي ف/م | إجمالي ف/خ |
| ----------------- | ----- | ----- | ----- | ----- | ----- | ----- | ----- | ----- | ----- | ----- | ----- | ----- | ----- | ---------- | ---------- |
| الجراند سلام      |       |       |       |       |       |       |       |       |       |       |       |       |       |            |            |
| أستراليا المفتوحة | غ     | د3    | د1    | غ     | د1    | غ     | د1    | غ     | د2    | د2    | ر.ن   | د2    | د3    | 0 / 9      | 10–9       |
| فرنسا المفتوحة    | غ     | د1    | د1    | غ     | غ     | غ     | د2    | د3    | د1    | د1    | د3    | د2    | د1    | 1 / 9      | 6–9        |
| بطولة ويمبلدون    | د2    | د1    | د2    | د1    | د1    | د2    | د1    | د1    | د1    | د1    | د2    | د3    | د2    | 0 / 13     | 7–13       |
| أمريكا المفتوحة   | غ     | د1    | د1    | غ     | غ     | غ     | د1    | د1    | د1    | د1    | د1    | د3    | د1    | 0 / 9      | 2–9        |
| معدل الجراند سلام | 0 / 1 | 0 / 4 | 0 / 4 | 0 / 1 | 0 / 2 | 0 / 1 | 0 / 4 | 0 / 3 | 0 / 4 | 0 / 4 | 0 / 4 | 0 / 4 | 0 / 4 | 0 / 40     | بلا        |
| ف/خ سنوية         | 1–1   | 2–4   | 1–4   | 0–1   | 0–2   | 1–1   | 1–4   | 2–3   | 1–4   | 1–4   | 6–4   | 6–4   | 3–4   | بلا        | 25–40      |

- إجمالي ف / م = إجمالي الفوز والمشاركة
- إجمالي ف/خ = إجمالي الفوز والخسارة

## روابط خارجية
- ناتالي غراندين على موقع رابطة محترفات التنس (الإنجليزية)
- ناتالي غراندين على موقع الاتحاد الدولي لكرة المضرب (الإنجليزية)
- ناتالي غراندين على موقع كأس بيلي جين كينغ (الإنجليزية)
- ناتالي غراندين على موقع خلاصة التنس.كوم (الإنجليزية)